# Scrofiano
Scrofiano è una frazione del comune italiano di Sinalunga, nella provincia di Siena, in Toscana.

## Geografia fisica
Scrofiano è situato su un colle del lato occidentale della Val di Chiana senese, a pochi chilometri dal capoluogo comunale.

## Storia
Le origini del borgo di Scrofiano sono da ricercarsi intorno all'anno mille, anche se l'abate giureconsulto Francesco Dini indica una provenienza longobarda del nome. Solo dal XII secolo si hanno notizie documentate di Scrofiano in relazione alla presenza della famiglia dei Cacciaconti, i nobili che erano proprietari di tutti i castelli della zona. Come altri comuni della zona, l'allora comune di Scrofiano faceva parte della Repubblica di Siena ed intorno alla prima metà del XV secolo, fu teatro di una battaglia vittoriosa tra gli assediati ghibellini senesi e gli assedianti guelfi fiorentini. Tale imprese viene ricordato annualmente da una funzione religiosa rituale della chiesa di San Biagio in Scrofiano.
Come testimoniato anche da  Leonardo da Vinci nella sua pianta della Val di Chiana del 1502, Scrofiano non fu soggetta all'impaludamento medievale e rinascimentale della Val di Chiana. Nel 1554, le truppe fiorentine della famiglia Medici, alleate con l'esercito di Carlo V, assediaroro di nuovo il castello di Scrofiano, conquistandolo, e ne distrussero le mura.
Il 2 giugno 1777 il comune di Scrofiano fu annesso al comune di Sinalunga per ordine del granduca Pietro Leopoldo I.

## Monumenti e luoghi d'interesse
L'abitato antico di Scrofiano conserva ancora la struttura urbanistica medioevale.

### Architetture religiose
- Collegiata di San Biagio (XIII secolo), conserva un dipinto a olio su tela attribuito a Santi di Tito raffigurante una Pietà con San Francesco (1580 circa).
- Chiesa della Compagnia di San Salvatore (XVI secolo), conserva al suo interno varie opere, tra cui l'Annunciazione di Santi di Tito.
- Chiesa della Madonna del Soccorso (XVI secolo)
- Chiesa di Santa Cristina (XVI secolo)
- Chiesa di San Rocco (XV secolo)
- Oratorio di San Giovanni (XVI secolo)

### Architetture civili
- Palazzo Comunale (XIV-XV secolo)

### Architetture militari
- Torre del Cassero dei Cacciaconti (XII secolo)
- Porta del Sole, o Porta a Sole

## Società

### Tradizioni e folclore
- Festa straordinaria di San Biagio, o festa della mazza (inizi di febbraio)